# Kościół Świętej Rodziny w Radomicach
Kościół Świętej Rodziny w Radomicach – rzymskokatolicki kościół parafialny znajdujący się w Radomicach w województwie świętokrzyskim (powiat kielecki). Funkcjonuje przy nim parafia Świętej Rodziny.

## Historia

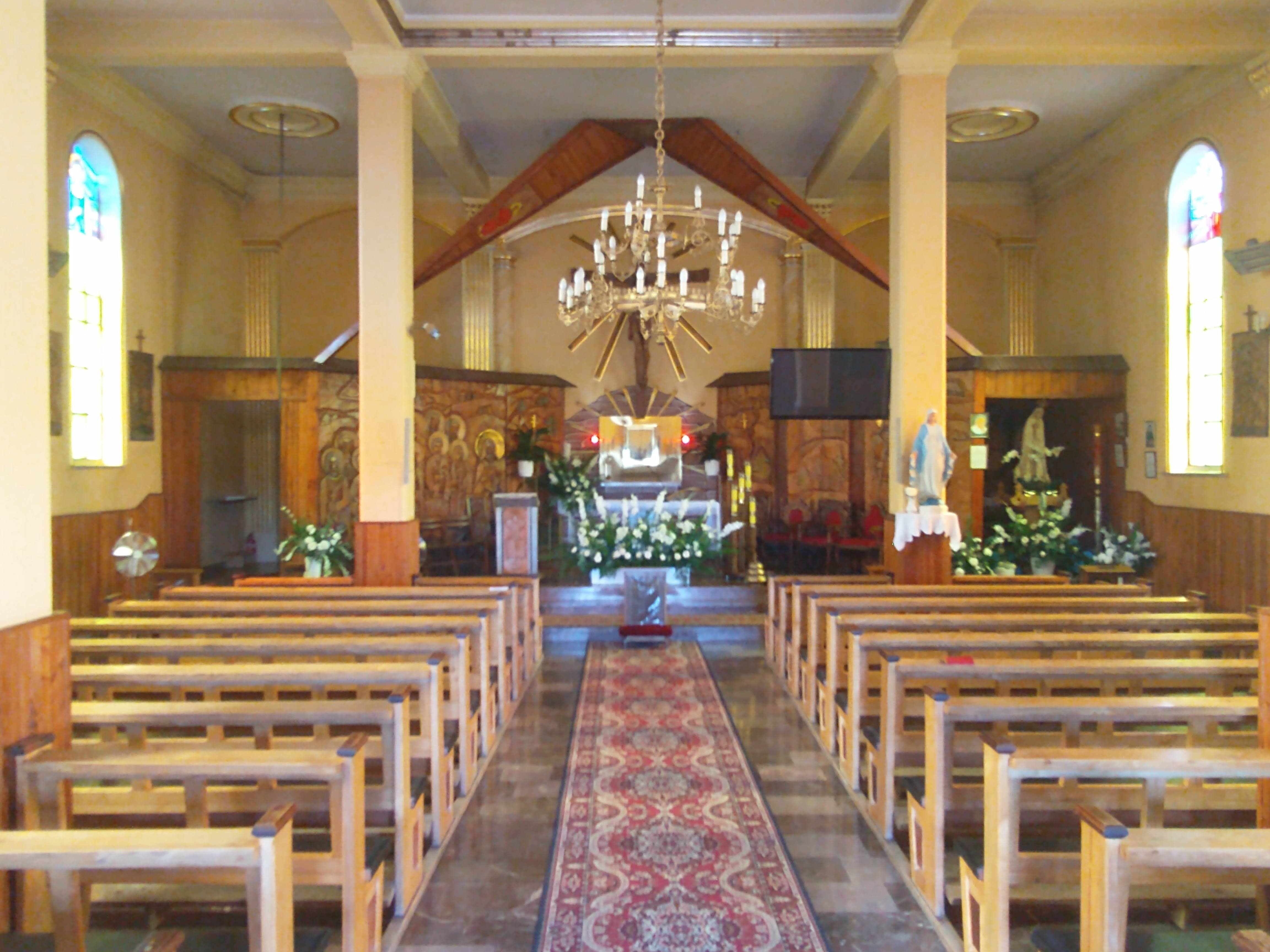
Wnętrze świątyni

Parafię we wsi erygowano 15 lutego 1991 (biskup Stanisław Szymecki). Wznoszenie świątyni rozpoczęło się w 1984 z inicjatywy księdza Józefa Wójcika, według projektu Waldemara Ordysa. W 1996 doszło do poświęcenia stacji drogi krzyżowej, a cały kościół poświęcono 18 lutego 2001  (biskup Kazimierz Ryczan z biskupami pomocniczymi: Mieczysławem Jaworskim i Marianem  Florczykiem).

## Architektura
Wyposażenie wnętrza jest współczesne, imitujące sztukę ludową. Ołtarz z drewna lipowego w formie wielopostaciowej panoramy z krzyżem w centrum wyrzeźbił kielecki artysta Władysław Trzpiot, łącząc wątki religijne ze świętokrzyską tematyką lokalną, w tym wizerunkiem sanktuarium na Świętym Krzyżu. Było to wotum autora za posiadanie dobrej żony. Ten sam twórca wyrzeźbił stacje drogi krzyżowej. W ołtarzu umieszczono sentencję „Bogu dziękujcie, ducha nie gaście”, co upamiętnia pobyt papieża Jana Pawła II w Masłowie.

## Galeria

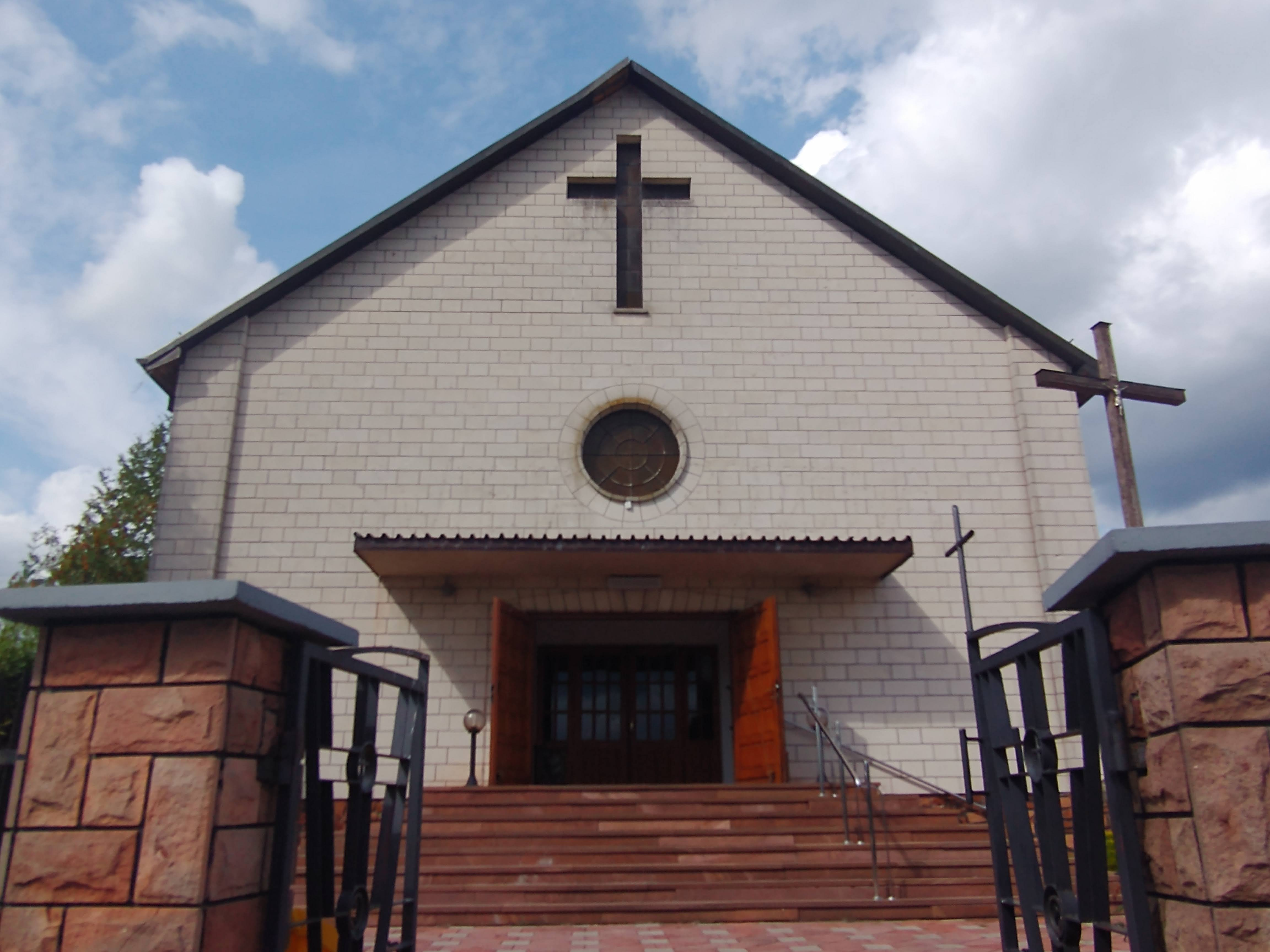
Fasada główna
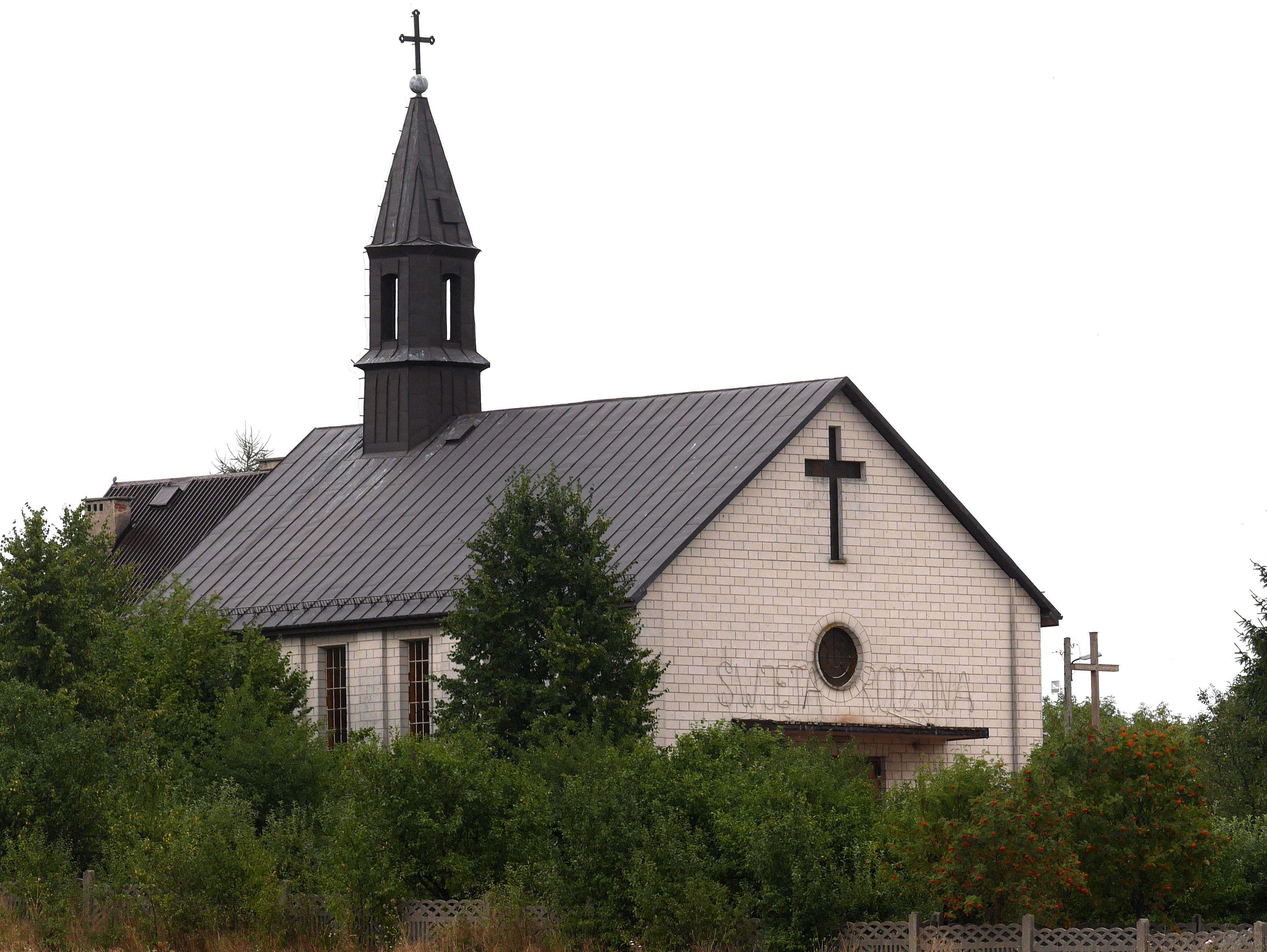
Widok z boku